# تپه قشلاق امین‌آباد ۳
تپه قشلاق امین آباد ۳ مربوط به هزاره اول است و در شهرستان بوئین‌زهرا، روستای قشلاق امین آباد واقع شده و این اثر در تاریخ ۲۵ خرداد ۱۳۸۱ با شمارهٔ ثبت ۵۷۹۷ به‌عنوان یکی از آثار ملی ایران به ثبت رسیده است.